# Eisbrei

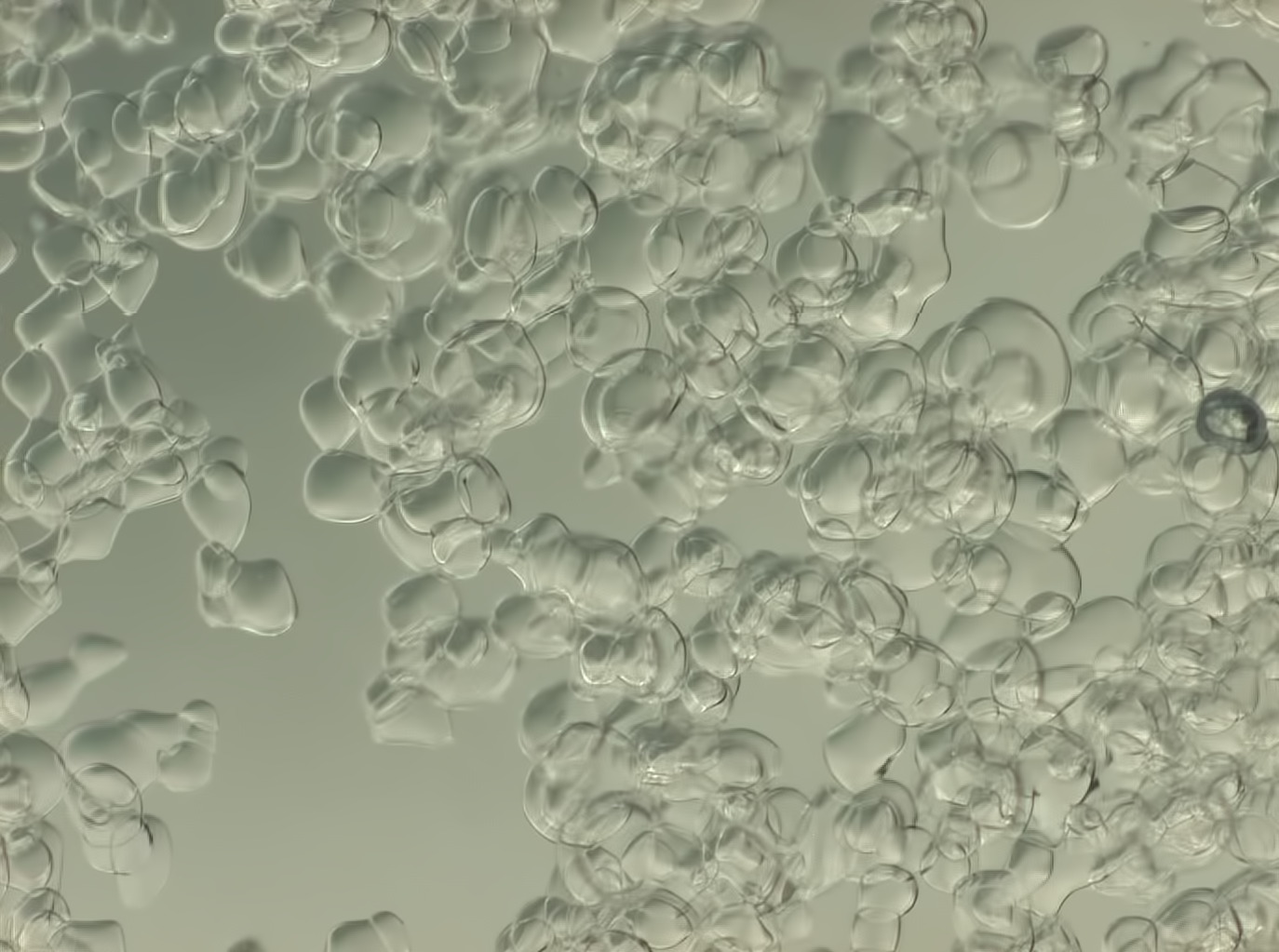
Eisbrei mit Propylenglykol im Mikroskop.

Eisbrei (englisch ice slurry) ist ein Wärmeträger und besteht aus einer Mischung aus kleinen Eispartikeln (0,01–0,5 mm), Wasser und einem Gefrierpunkt senkenden Stoff wie z. B. Ethanol, Salz oder Glykol. Wärmeträger werden üblicherweise als Kälteträger bezeichnet, wenn sie für die Verwendung unterhalb von 0 °C vorgesehen sind.

## Eigenschaften
Eisbrei als Kälteträger weist folgende Eigenschaften auf:
- hohe spezifische Wärmekapazität bzw. große spezifische Schmelzenthalpie
- großer Wärmeübergangskoeffizient
- gut pumpbar
- nicht giftig (insbesondere Systeme mit Kochsalz oder Ethanol)
- durch die hohe Wärmekapazität kann die Strömungsgeschwindigkeit im System um die Hälfte reduziert werden
- dadurch wird die Pumpenleistung auf ein Viertel reduziert
- die Wärmeübertrager benötigen keine bzw. nur geringfügige Modifikationen
- einfache Leistungserhöhung bestehender Systeme durch Verwendung von Eisbrei ist möglich
- kein Eisspeicher und Wärmeüberträger nötig, das Speichereis wird als Kälteträger direkt gepumpt
- Eisbrei in direktem Kontakt kühlt schneller und schonender als Scherbeneis

Eisbrei ist ein umweltfreundlicher Kälteträger mit hoher Energiedichte, da die Schmelzenthalpie des Eises (früher auch latente Wärme genannt) zusätzlich ausgenutzt wird. Anders als bei herkömmlichen Kälteträgern oder Solesystemen ist das Entstehen von Eispartikeln deshalb gewollt. 
Anders als bei der Mischung von Wasser und Gefrierschutzmittel als einphasiger Kälteträger ist Eisbrei ein zweiphasiger Kälteträger. Bei sinkender Temperatur findet dann zuerst eine partielle Entmischung statt, und es entstehen kleine sphärische Eispartikel von ca. 0,01 bis 0,1 mm Durchmesser, umgeben von einer immer höher konzentrierten Gefrierschutzmittellösung, so dass knapp oberhalb der Erstarrungstemperatur Eisbrei vorliegt.
Um einer Verfestigung durch Verbindung der Eiskristalle entgegenzuwirken, muss der Eisbrei immer in Bewegung gehalten werden; so sind zum Beispiel Vorratsgefäße mit Rührvorrichtungen auszustatten.
Je tiefer die Anwendungstemperatur, desto höher ist der erforderliche Anteil an Gefrierschutzmittel (natürlich nur bis hin zum Eutektikum).